# Helius polionotus
Helius polionotus là một loài ruồi trong họ Limoniidae. Chúng phân bố ở miền Cổ bắc.